# 北與南 (小說系列)

1982年首刷版的《北與南》封面

《北與南》（英語：North and South）是一套在1980年代由美國作家約翰·傑克斯（John Jakes）所撰寫的暢銷歷史小說三部曲，描述南北戰爭之前、期間與戰爭結束之後，一南一北兩個美國大家族之間的愛恨情仇。三部曲中的首作《北與南》、續集《愛與戰爭》（Love and War）與終作《天堂與地獄》（Heaven and Hell）分別於1982年、1984年與1987年發行，三本書皆有登上紐約時報暢銷書榜，其中《北與南》更在該榜上佔據銷售冠軍達四周。
1985年時美國廣播公司（ABC）推出以《北與南》為基礎所翻拍的同名迷你影集，由派屈克·史威茲與詹姆斯·瑞德分別飾演來自南卡的歐瑞·曼恩（Orry Main）與來自賓州的喬治·赫塞（George Hazard）這兩個一南一北出身的軍校摯友。此劇創下驚人的收視成績，是美國電視史上收視率第七高的作品。至於改編自兩部續集小說的續作則分別在1986年與1994年時播映。